# Villamanta
Villamanta är en ort och kommun i den autonoma regionen Madrid i centrala Spanien. Orten ligger 558 meter över havet, cirka 37 kilometer sydväst om centrala Madrid. Kommunen har 2 823 invånare (2024), på en yta av 63,15 km².
En del akademiker, bland annat Armin Stylow, identifierar Villamanta med Mantua Carpetanorum nämnd av Ptolemaios i hans Geographica.
I kyrkan Santa Catalina finns relikerna efter påven Damasus I bevarade. Utöver Damasus I:s reliker finns även reliker av Santa Maravillas i Villamanta.